# Władysław Gnyś
Władysław Gnyś (ur. 24 sierpnia 1910 w Sarnowie, zm. 28 lutego 2000 w Beamsville Kanada) – pułkownik pilot Wojska Polskiego, kawaler Krzyża Srebrnego Orderu Wojennego Virtuti Militari.

## Życiorys
Uczył się w szkole powszechnej w Sarnowie, a następnie w Radomiu. Służbę w lotnictwie polskim rozpoczął w 1931 roku. Dwa lata później, po ukończeniu kursu pilotażu w Grudziądzu, przydzielony został do 142 eskadry myśliwskiej 4 pułku lotniczego w Toruniu. W dniu 11 maja 1935 roku, w czasie ćwiczeń zespołowych w powietrzu, zderzył się z samolotem PZL P.7 pilotowanym przez por. pil. Dionizego Durko. W wyniku tej katastrofy porucznik Durko zginął, natomiast kapral Gnyś z odciętym prawym podwoziem wylądował nie odniósłszy żadnych obrażeń. Za ten wyczyn 6 czerwca wyróżniony został pochwałą w rozkazie dziennym dowódcy pułku, a 18 czerwca tego roku odznaczony Brązowym Krzyżem Zasługi.
Jako kapral służby nadterminowej był instruktorem w Szkole Podchorążych Lotnictwa w Dęblinie. W 1938 roku ukończył Szkołę Podchorążych dla Podoficerów w Bydgoszczy. Po promocji do stopnia podporucznika w Dęblinie, otrzymał przydział do 121 Eskadry Myśliwskiej w Krakowie.
W dniu 1 września 1939 roku przed godz. 7 wystartował do lotu bojowego z lotniska polowego w Balicach razem z kapitanem Mieczysławem Medweckim. Startujące samoloty PZL P.11c zostały zaskoczone przez nadlatujące po bombardowaniu Krakowa, znajdujące się w korzystnej sytuacji taktycznej niemieckie bombowce nurkujące Junkers Ju 87 z dywizjonu I./StG 2, i samolot kpt. Mieczysława Medweckiego został zestrzelony nad Morawicą, natomiast Władysław Gnyś odskoczył unikiem w lewo. Następnie kilka minut później napotkał lecące w kierunku Olkusza dwa niemieckie bombowce typu Dornier Do 17E i celnie ostrzelał jeden z nich, goniąc samoloty nisko nad ziemią. Oba Dorniery z 7. eskadry dywizjonu III./KG 77 spadły we wsi Żurada pod Olkuszem, przy czym zginęło sześciu członków ich załóg. Prawdopodobne jest, że doszło do kolizji uszkodzonego samolotu z drugim, przy czym istnieją kontrowersje w literaturze co do przyczyny upadku. Były to pierwsze samoloty niemieckie, zestrzelone przez polskiego (zarazem alianckiego) pilota myśliwskiego w II wojnie światowej. Gnysiowi zostało oficjalnie przypisane zestrzelenie jednego samolotu, mylnie zaklasyfikowanego jako Heinkel He 111, a drugie – nieznanemu pilotowi. Dopiero w późniejszych wspomnieniach Gnyś przyznawał się także do zestrzelania po śmierci kpt. Medweckiego Ju 87, na co nie ma żadnych dowodów.
Po upadku Polski, poprzez Rumunię trafił do Francji. Tam, po przeszkoleniu w pilotażu samolotów francuskich, został skierowany do polskiego klucza myśliwskiego (Klucz Frontowy Nr 4 „Bu”) walczącego przy dywizjonie Groupe de Chasse III/1 w Toul Croix, gdzie latał na myśliwcach Morane-Saulnier MS.406. Podczas walki nad Belgią został zestrzelony jego dowódca Kazimierz Bursztyn. W tej walce zestrzelił jeden bombowiec.
Po klęsce Francji udał się do Port-Vendres, skąd 14 lipca 1940 roku, przez Oran i Casablankę przybył do Liverpoolu. Otrzymał numer służbowy RAF P-1298 i 20 sierpnia rozpoczął służbę w 302 dywizjonie myśliwskim poznańskim. 21 maja 1941 roku 302 dywizjon brał udział, w składzie skrzydła (3 dywizjony), z akcji nad Francją ppor. W. Gnyś wrócił do bazy na ciężko uszkodzonym samolocie. 30 stycznia 1942 roku zakończył turę lotów bojowych i został skierowany do służby na stanowisku dowodzenia dywizjonu 302 i 303. Do lotów bojowych w dywizjonie 302 powrócił w 22 grudnia 1942 roku.
W 1943 dowodził eskadrą w 316 i 309 dywizjonie myśliwskim Ziemi Czerwieńskiej. Od 25 sierpnia 1944 roku dowodził 317 dywizjonem myśliwskim Wileńskim. W dwa dni po objęciu dowództwa nad dywizjonem, podczas lotu rozpoznawczego niemieckich przepraw przez Sekwanę, został zestrzelony przez artylerię przeciwlotniczą nad miejscowością Rouen we Francji. Został postrzelony przez niemieckich żołnierzy po awaryjnym lądowaniu i trafił do szpitala w Amiens. Po kilku dniach został uwolniony przez żołnierzy francuskiego ruchu oporu, a po nadejściu wojsk alianckich ewakuowany do szpitala w Swindon, gdzie przeszedł rekonwalescencję.
W styczniu 1945 roku rozpoczął naukę w Wyższej Szkole Lotniczej w Weston-super-Mare, a po jej ukończeniu rozpoczął służbę w sztabie Fighter Command. Ożenił się z Barbarą Simmons. W 1947 roku zdecydował się na emigrację i na stałe osiedlił się w Kanadzie.
Pod koniec życia nawiązał kontakt z Frankiem Neubertem – pilotem Ju 87, który 1 września 1939 roku zaatakował polskie samoloty i zestrzelił kapitana pilota Mieczysława Medweckiego. Prowadzili ze sobą dwunastoletnią przyjazną korespondencję. Spotkali się dwukrotnie, pierwszy raz 1 września 1939 roku, po wojnie w sierpniu 1989 roku, czyli w okrągłą 50. rocznicę boju nad Balicami. Znajomość kontynuują dzieci pilotów.
W 1965 roku Gnyś po raz pierwszy od zakończenia wojny odwiedził Polskę. W 1982 roku Barbara wydała biografię męża pt. „First Kill” (polski wydanie „Pierwsze spotkanie”, 1996). 19 czerwca 1996 roku, na zaproszenie kpt. Stanisława Majcherczyka, prezesa Klubu Seniorów Lotnictwa w Katowicach, przyjechał do Polski, odwiedził: Sarnów, Radom, Dęblin, Warszawę, Katowice, Kraków, Olkusz, Sandomierz, Gniezno, Powidz, Czerniejewo, Poznań, Nowy Dwór Gdański oraz Żuradę. Szkoła podstawowa w Żuradzie otrzymała jego imię, w Olkuszu otrzymał honorowe obywatelstwo miasta. W 1998 roku był podejmowany w Pałacu Prezydenckim przez Aleksandra Kwaśniewskiego. W 1999 roku został mianowany pułkownikiem.
Zmarł 28 lutego 2000 roku i został pochowany na cmentarzu Mount Osborne w Beamsville, gdzie spoczął obok małżonki Barbary Simmons-Gnyś. Miał trzech synów: Heydna, Stefana i Ashleya oraz jedną córkę Sydney.

## Zestrzelenia
Na liście Bajana sklasyfikowany został na 85. pozycji z 3 samolotami Luftwaffe zestrzelonymi na pewno i jednym uszkodzonym.
Zestrzelenia pewne
- 2 Do-17 – 1 września 1939 (pilotował P.11c)
- 1/3 He-111 – 12 maja 1940 (pilotował MS-406)
- 1/3 Do-17 – 16 maja 1940 (pilotował MS-406)
- 1/3 Bf-109 – 25 maja 1940 (pilotował MS-406)

Uszkodzenia
- 1/3 Do-17 – 12 maja 1940 (pilotował MS-406)

## Ordery i odznaczenia
- Krzyż Srebrny Orderu Virtuti Militari nr 10766
- Krzyż Komandorski z Gwiazdą Orderu Odrodzenia Polski (2 września 1999)[10]
- Krzyż Walecznych (trzykrotnie)
- Medal Lotniczy (dwukrotnie)
- Brązowy Krzyż Zasługi (18 czerwca 1935)
- Odznaka za Rany i Kontuzje
- Polowa Odznaka Pilota nr 335
- Krzyż Wojenny (Francja)
- Krzyż Wybitnej Służby Lotniczej (Wielka Brytania)

## Upamiętnienie
W Krakowie tuż obok Muzeum Lotnictwa Polskiego znajduje się ul. Płk. Władysława Gnysia.